# Guerre hongro-ottomane

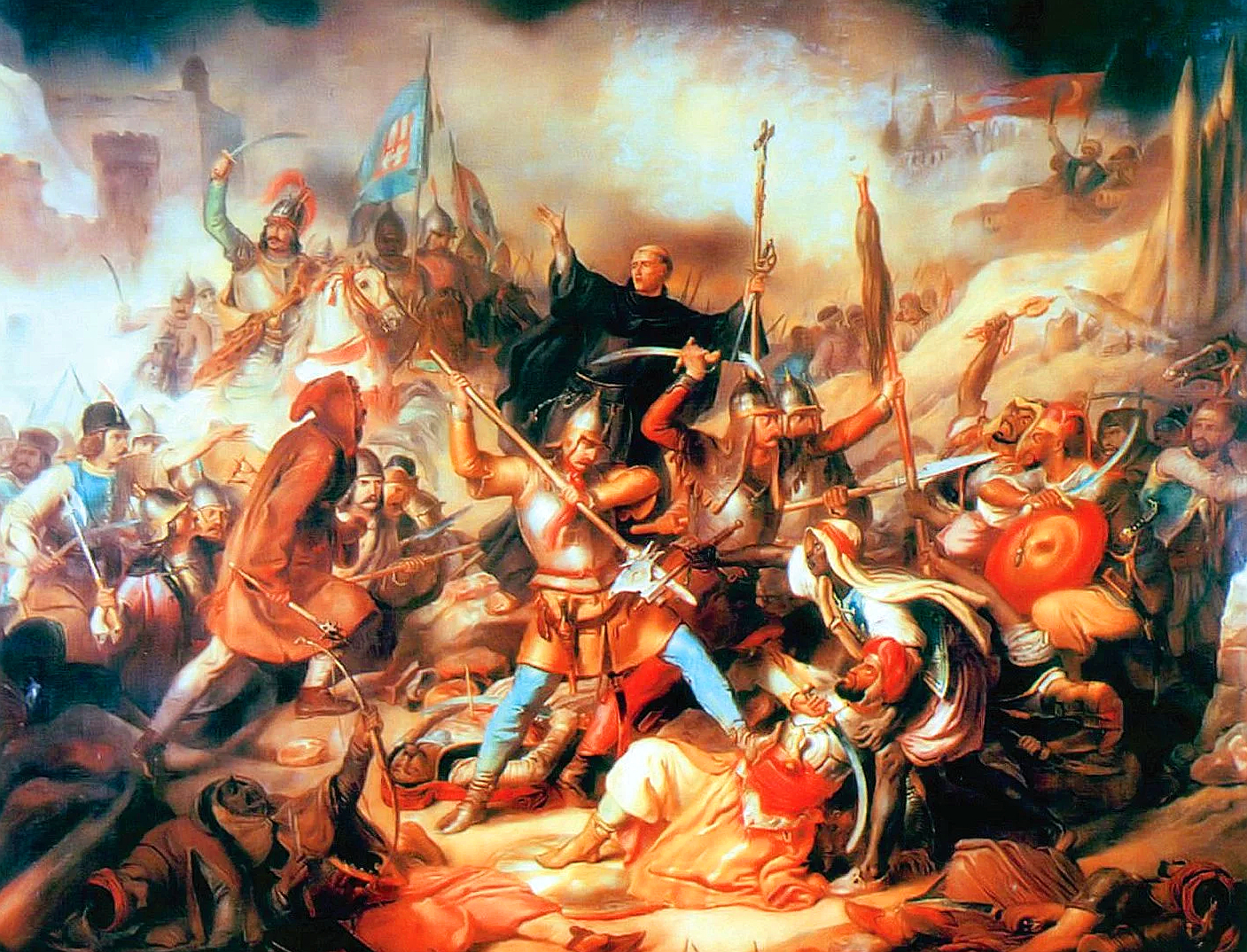
Peinture hongroise du XIXe siècle représentant le siège de Belgrade en 1456 ; Jean de Capistran se tient au milieu avec un crucifix dans la main.

Le terme de guerre hongro-ottomane renvoie à une série de guerres opposant le royaume de Hongrie, allié à d'autres royaumes européens, à l'Empire ottoman. La majeure partie de ces conflits s'est déroulée entre 1366 et 1526.
Les principaux épisodes sont :
- Campagnes de Louis Ier de Hongrie avec la défaite franco-hongroise de Nicopolis (1396)
- Campagnes de Jean Hunyadi avec la défaite polono-hongroise de Varna (1444), la défaite hongro-valaque de Kosovo (1448) et enfin la victoire hongroise de Belgrade (1456)
- Campagnes de Matthias Ier de Hongrie avec la bataille du Champ du Pain (1479)
- Campagnes de Vlad III l'Empaleur, prince de Valachie (1456-1476)
- Campagnes d'Étienne III de Moldavie (1475-1476)
- Campagnes de Louis II de Hongrie contre Soliman le Magnifique avec le siège de Belgrade (1521) et la bataille de Mohács (1526)

Le désastre de Mohács entraîne le morcellement du royaume de Hongrie : une partie de la noblesse hongroise remet la couronne à Ferdinand Ier d'Autriche, frère de Charles Quint. C'est le point de départ des guerres austro-turques.